# Jonne Aaron
Jonne Aaron Liimatainen (Tampere, 30 de agosto de 1983) é um músico finlandês, ele se tornou um dos ídolos adolescentes e estrelas do rock mais importantes da Finlândia nos anos 2000. Ele é conhecido como vocalista, compositor e letrista da banda finlandesa de glam rock Negative.
Em 2012, Aaron participou da série inaugural de Vain elämää, a versão finlandesa da série The Best Singers transmitida no canal de televisão comercial finlandês Nelonen.

## Vida Pessoal
Jonne Aaron nasceu em Tampere e é irmão de Ville Liimatainen, vocalista da banda finlandesa de glam rock Flinch. Ele namorou a atriz do filme Star Wreck: In the Pirkinning Tiina Routamaa por nove anos, mas eles se separaram no verão de 2011.

## Discografia

### Solo
- Onnen vuodet (2013)[1]
- Risteyksessä (2014)
- Tiikerin raidat (2019)[2]

### com Negative
- War of Love (2003 - FIN #5)
- Sweet & Deceitful (2004 - FIN #1)
- Anorectic (2006 - FIN #1)
- Karma Killer (2008 - FIN #3)
- God Likes Your Style (2009) (Greatest Hits & B Sides Complication)
- Neon (2010)